# 정용신
정용신(鄭用信, 일본식 이름: 靑山信介아오야마 신스케, 1907년 8월 18일 ~ ?)은 일제강점기의 관료로, 본적은 경성부 필운동이다.

## 생애
1931년 3월 경성제국대학 법문학부 법학과를 졸업했으며, 1931년부터 1932년까지 경상남도 재무부 세무과 속(屬), 1933년부터 1935년까지 경상남도 내무부 지방과 속(屬)으로 근무했다. 1933년 10월 고등문관시험 행정과에 합격했으며, 1935년 7월 10일 조선총독부 체신부사무관(遞信副事務官)으로 임명되었다.
1936년 5월 21일 평안북도 도이사관 겸 산업과 이사관으로 임명되었으며, 1937년 평안북도 산업장려관(産業獎勵館) 주사(1937년 4월 1일 임명), 1940년 조선총독부 식산국 사무관(1940년 2월 3일 임명), 1941년 조선총독부 사정국 척무과장(1941년 11월 19일 임명) 등을 역임했다. 평안북도 도이사관 재직 시절 군수품 제조 및 공출, 생산력 확충 및 자원 개발, 물가 조정에 관한 업무를 수행했으며, 1940년 4월 29일 일본 정부로부터 훈6등 서보장을 받았다.
1942년 11월 1일 조선총독부 서기관 겸 총무국 국세조사과장, 1943년 12월 1일 조선총독부 농상국 농무과 서기관으로 임명되었으며, 1944년 11월 13일 경상북도 참여관 겸 도사무관, 경상북도 농상부장, 조선식량영단 경상북도지부 감리관으로 임명되었다. 1943년 학도선배단 간사장을 역임하는 동안 《매일신보》에 특별지원병제를 찬양하고 학도병 지원을 촉구하는 글을 기고했으며, 1945년 광복 때까지 고등관 3등과 정6위에 서위되었다.
친일파 708인 명단의 조선총독부 사무관 부문, 도 참여관 부문, 민족문제연구소의 친일인명사전 수록자 명단의 관료 부문, 친일반민족행위진상규명위원회가 발표한 친일반민족행위 705인 명단에 포함되었다.

## 참고 자료
- 친일반민족행위진상규명위원회 (2009). 〈정용신〉. 《친일반민족행위진상규명 보고서 Ⅳ-16》. 서울. 213~223쪽.